# Трибблы
Трибблы (англ. Tribble) — вымышленный инопланетный вид во вселенной «Звёздный путь». Придуманы сценаристом Дэвидом Герролдом и впервые появились в 1967 году, в пятнадцатой серии второго сезона «Оригинального сериала» под названием «Проблема с трибблами». Их изображают маленькими, пушистыми, нежными, милыми и медлительными, но быстро размножающимися существами. Хотя нечасто появляются на экране, они стали популярной особенностью вселенной «Звёздного пути», фигурируя в их собственной одноименной официальной карточной игре и даже дав своё имя законсервированному семейству белков, которое впервые было идентифицировано у плодовой мушки как белок, регулятор клеточного деления.

## Появление во франшизе
Трибблы впервые были показаны в серии «Проблема с Трибблами» второго сезона «Оригинального сериала» (1967). Они кратко появились в нескольких сериях в четырёх фильмах «Звёздный путь» и в видеоиграх, таких как «Star Trek: Armada II».
Согласно канону «Звёздного пути», трибблы являются уроженцами планеты Йота Геминорум IV. Хотя они определяются как маленькие комочки меха без каких-либо других видимых особенностей, трибблы издают воркующие и пищащие звуки. Их окраска варьируется от белой и серой до черной, а также коричневой в крапинку, желтой и оранжевой. Согласно диалогу доктора Леонарда Маккоя, у трибблов, по-видимому, только две цели в жизни: питание и размножение, и они выполняют обе эти функции исключительно хорошо. Маккой приходит к выводу, что трибблы используют более 50% своего метаболизма для размножения и появляются на свет уже беременными.
Из-за их склонности к перенаселению Звёздный флот считает трибблов опасными организмами и запрещает их транспортировку. Существо, генетически созданное для охоты на трибблов, было представлено в анимационном эпизоде «Больше трибблов, больше проблем» (1973). Клингоны, в присутствии которых трибблы проявляют конвульсивную, визжащую реакцию, считают их «смертельными врагами», как показано в серии «Испытание триблами» 5 сезон 6 серия сериала «Звёздный путь: Глубокий космос 9».
В серии «Проблемы с Эдвардом» сериала «Звёздный путь: Короткометражки»  показывается, что трибблы изначально не «рождались беременными», и на самом деле их репродуктивная способность была весьма низкой. Ученый Звёздного флота Эдвард Ларкин генетически сконструировал их в нынешнем виде, чтобы решить проблему нехватки продовольствия на планете. Эксперимент прошел катастрофически неправильно, что привело к гибели Ларкина, разрушению его корабля (был переполнен трибблами) и эвакуации планеты, на которой был проведён эксперимент. Кроме того, некоторые трибблы достигли клингонского пространства, с дальнейшими катастрофическими результатами.

## Происхождение названия
Дэвид Герролд писал, что его первоначальная идея трибблов была основана на хорошо известных проблемах, связанных с перенаселением кроликов в Австралии. Он хотел, чтобы существо было дешевым в производстве, и черпал вдохновение из шарика розового пуха, прикрепленного к кольцу для ключей. Первоначально название трибблов было «пушистики», но, чтобы избежать путаницы с романом Г. Бима Пайпера 1962 года «Маленький пушистик» , Герролд придумал несколько бессмысленных слов и пришел к слову «триббл».
Незадолго до того, как серия была снята, Келлам де Форест Рисёрч указал на сходство между существами Герролда и марсианскими плоскими кошками из романа Роберта А. Хайнлайна «Космическое семейство Стоун» (1952) и рекомендовал приобрести права на роман. Вместо этого продюсер «Звёздного пути» Джин Л. Кун связался с Хайнлайном по телефону и попросил его отказаться от сходства. Хайнлайн так и сделал, но позже пожалел об этом решении, когда франшиза «Звёздный путь» продолжала использовать трибблов в своих фильмах и сериалах.

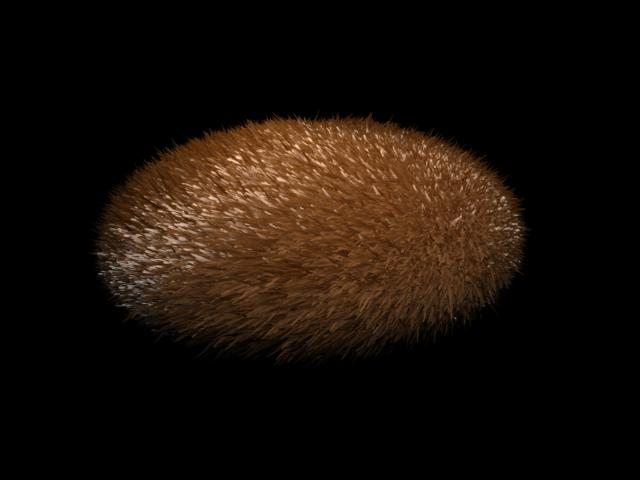
Триббл, сделанный фанатами

Герролд обсуждает вопрос о потенциальном непреднамеренном плагиате в своей книге 1973 года «Проблемы с трибблами», но не признается в этом. Он утверждает, что вместо денег или кредита Хайнлайн попросил только подписанную копию сценария, и что впоследствии Хайнлайн написал ему, отвергая сходство: «Мы оба чем-то обязаны Эллису Паркеру Батлеру ... и, возможно, Ною». Тем не менее, версия Герролда не полностью согласуется с собственными воспоминаниями Хайнлайна об этом деле, изложенными в частной переписке, процитированной в его авторизованной автобиографии.

## Приём
В 2007 году журнал Wired включил трибблов в десятку классических дурацких существ «Звёздного пути».
В 2017 году Den of Geek поставил трибблов на 12-е место среди лучших инопланетян франшизы «Звёздный путь».